# Eser Karabil
Eser Karabil (* 15. Oktober 1980) ist ein türkischer Schauspieler.

## Leben

### Ausbildung
Während seiner Schulzeit lebte Eser Karabil in Izmir und besuchte dort die Universität. Er schloss 2003 die Fakultät für Bildende Kunst an der Dokuz Eylül Üniversitesi ab. Anschließend spielte er für die Ege Üniversitesi Tiyatro Topluluğu (EÜTT).

### Karriere
2011 spielte Karabil in der Fernsehserie Ezel die Rolle des Mayis und in der Serie Firar die Rolle des Zahit. Ein Jahr später spielte er im Sadri-Alışık-Theater in dem literarischen Stück Kleiner Mann – was nun? von Hans Fallada. 2013 verkörperte er in der Serie Galip Derviş den Harun Boz und spielte anschließend drei Jahre in der Serie Karagül die Rolle des Kasim.
Zudem hat Eser Karabil in drei Filmen mitgespielt: Ali Özgentürk görünmeyenler, Ferit Karahan Cennetten Kovulmak (Altın Portakal bester Film), Gürhan Özçiftçi Ne Gelen Var Ne Giden.

## Filmografie
- 2011: Ezel (Fernsehserie)
- 2011: Firar (Fernsehserie)
- 2013: Ne Gelen Var Ne Giden...
- 2013: Galip Dervis (Fernsehserie, eine Folge)
- 2013–2016: Karagül (Fernsehserie)